# Mezon T
Mezony T jsou hypotetické mezony složené z kvarku t a antikvarku odlišné vůně, buď: u (T0), d (T+), s (T+s) nebo c (T0c). Pro krátkou životnost kvarku t se nepředpokládá, že bude objeven v přírodě.
Kvarkonium (v tomto případě toponium), hypotetická vázaná kombinace kvarku t a antikvarku t, není mezonem T.
Každý mezon T má svou antičástici, která se skládá z antikvarku t a kvarku odlišné vůně, buď: u (T0), d (T−), s (T−s) nebo c (T0c).